# Cales noacki
Cales noacki (лат.) — вид паразитических наездников рода Cales из надсемейства хальцид. Европа (Греция, Испания, Италия, Мадейра, Мальта, Франция), Неотропика (включая Чили и Перу). Используется в биологическом контроле вредителей, поэтому интродуцирован в различные регионы мира (Кения, Мексика, Уганда, США). Среди хозяев Cales noacki представители семейства белокрылки (Aleyrodidae), например, Aleurothrixus floccosus (Maskell)(на Гаити). Aleurotuba jelineki 
(Frauenf.) (Италия). В Северной Америке успешно заражает таких вредителей, как белокрылки Tetraleurodes mori (Quaintance); акациевая белокрылка Tetraleurodes acaciae (Quaintance); вредитель авокадо Tetraleurodes perseae Nakahara (в США и Мексике). На Гаити выведены из Aleurothrixus floccosus. Длина менее 1 мм. Тело желтовато-оранжевое или светло-коричневое, слабо склеротизированное. Усик состоит из неразделённой на сегменты булавы, флагеллума, педицеля и скапуса. Флагеллум самок 4-члениковый (у самцов Cales noacki состоит из 3 сегментов, таким половым диморфизмом отличается от всех других видов своего рода). Нижнечелюстные щупики 1-члениковые, нижнегубные редуцированы до щетинкоподобного выроста. Все лапки 4-члениковые (формула 4-4-4).